# David Chipperfield
David Chipperfield (* 18. prosince 1953, Londýn) je anglický architekt. V roce 2023 obdržel Pritzkerovu cenu. Má ateliéry v Londýně, Berlíně a Miláně a reprezentativní ateliér v Šanghaji. Je neústupným modernistou, jeho práce je poháněna shodným filozofickým zaměřením spíše než domovským stylem.

## Studium
Po získání diplomu z architektonického sdružení v Londýně pracoval v ateliéru Douglase Stephena, Richarda Rogera a Normana Fostera a v roce 1984 vytvořil vlastní ateliér David Chipperfield Architects v Londýně a v roce 1987 v Tokiu. Jeho ateliér má dnes více než 120 zaměstnanců z 15 zemí světa, kteří pracují na mnoha projektech v Evropě, Spojených státech i v Číně. Byl hostujícím profesorem na Harvardově univerzitě, University of Naples, Royal College of Art v Londýně a mnoha dalších.
Chipperfield získal objednávku pro navrhování Tate Modern. Obdržel cenu za návrh veslařského muzea na Temži, kde použil materiály jako sklo, beton a zelený dub. Mnoho z jeho budov jsou postaveny v cizině, zejména v Japonsku a Německu. Značně pracoval v USA, kde v roce 2005 dokončil Figge Art Museum v Davenportu v Iowě a také centrální veřejnou knihovnu v Des Moines v Iowě (2001). Zatím poslední projekt v USA je Anchorage Museum Expansion v Anchorage na Aljašce.